# 梅塞尔坑
梅塞尔坑（Messel pit），是一个位于德国黑森州达姆施塔特-迪堡县梅塞尔附近的化石坑。位于法兰克福东南30公里。梅塞尔坑面积约0.7平方公里，低于地面60米，原为一处废弃的油頁岩矿场，1995年被联合国教科文组织认定为世界自然遗产。梅塞尔坑在20世纪初便已因出土许多化石而闻名，包括麥塞爾達爾文猴、長鼻跳鼠、巨蟻、原古馬、古翼手屬、冠恐鳥等，但大规模的化石发掘工作尚要等到1970年代方才进行。

## 化石

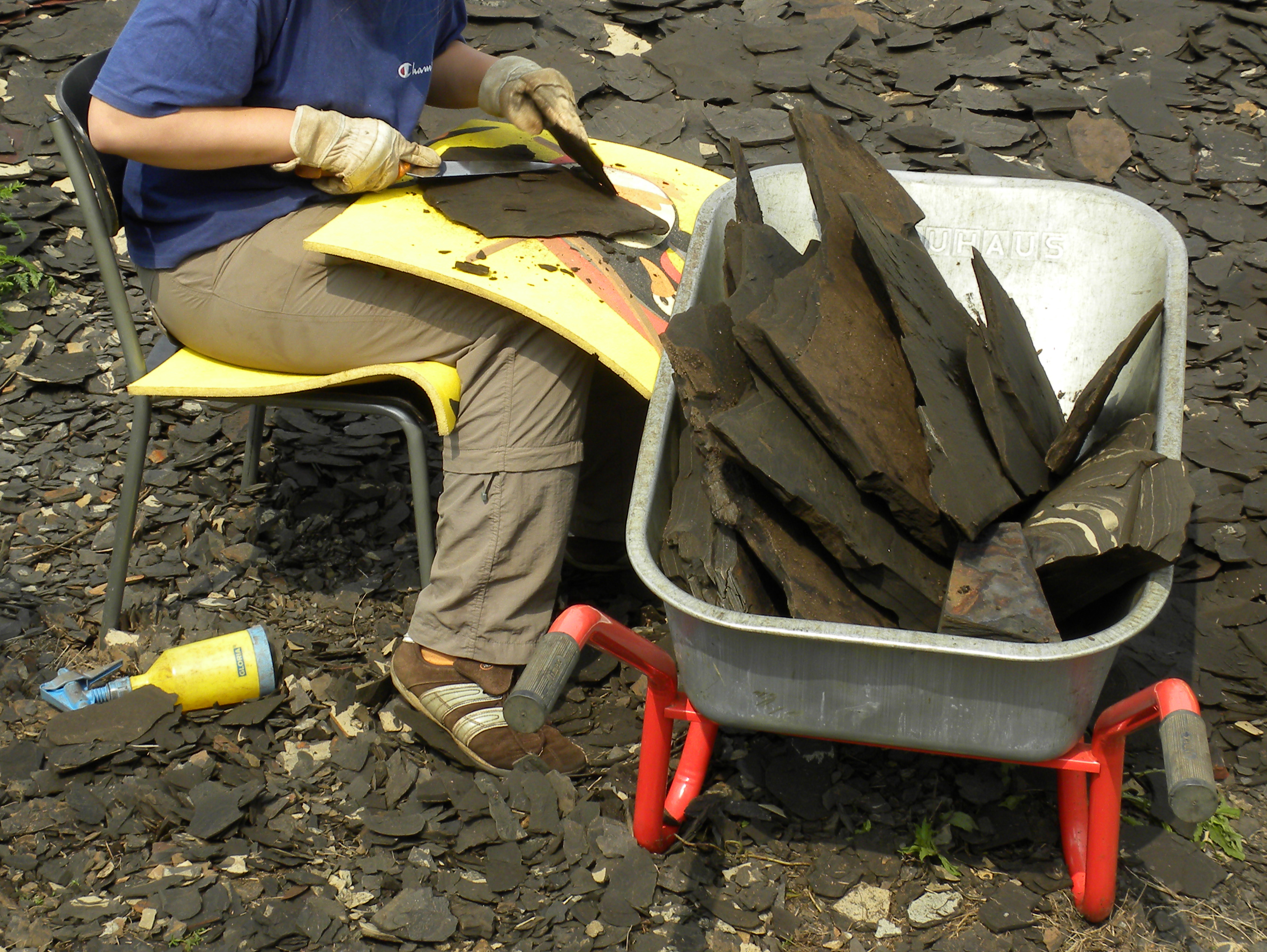
研究人員正在用刀刃尋找潛藏於頁岩之中的化石

梅塞爾坑保留有目前已知最完整的始新世動物與植物化石。大多地層組僅能發現部分骨骸，但是梅塞爾坑不僅保留了完整個體，甚至包括個體的毛髮、羽毛及皮膚所留下的輪廓。其他較特殊的化石包括在葉脈兩側發現有啞鈴狀的「死亡嚙咬」，而這咬痕來自於被偏側蛇蟲草寄生的巨山蟻，這項行為於現今仍然能被觀察到，偏側蛇蟲草會操控它們的寄主到特定高處的葉片，緊咬住葉脈並開始萌發子實體。梅塞爾坑是目前已知最早發現有真菌對寄主進行行為操控證據的地區。
目前傾向認為如果大量且完整的化石來自於當地定期的瓦斯氣體噴發，以下為大略目前於梅塞爾坑的發現：
- 早期的靈長類
- 9對正在交配中的化石烏龜物種Allaeochelys crassesculpta（英语：Allaeochelys crassesculpta）[2]，所有化石均為一雄一雌交疊，且能明顯觀察到雄龜的尾巴塞在雌龜下方。這樣的化石發現代表牠們當時的死亡是極為迅速的，原本於湖表面交配的烏龜可能隨著過程逐漸下沉，並於較深的水中碰上有毒的火山氣體，屍體則迅速被湖底的沉積物所掩埋 [3]。這種已滅絕的烏龜與現存的豬鼻龜為近親，同樣也缺乏爬蟲類的硬鱗，這讓牠們能直接從水中吸收氧氣，得以長時間待在水下。然而在缺氧水體中，裸露的外皮也容易吸收到水中的二氧化碳與其他有毒物質，而這可能是牠們會迅速死亡的主要原因 [3]。
- 超過10,000隻分屬不同物種的魚類
- 上千隻的水生及陸生昆蟲，部分化石仍然保留有物種生前的體色
- 許多小型哺乳動物，包括早期的馬、齧齒目、靈長目、刺蝟、有袋類、穿山甲、土豚近親與蝙蝠等
- 大量的鳥類
- 鱷魚、青蛙、烏龜與蠑螈
- 至少30種的植物化石，包括棕櫚葉、果實、花粉、枝幹、堅果及葡萄等

以下為部分目前已知於梅塞爾坑所發現的物種列表：

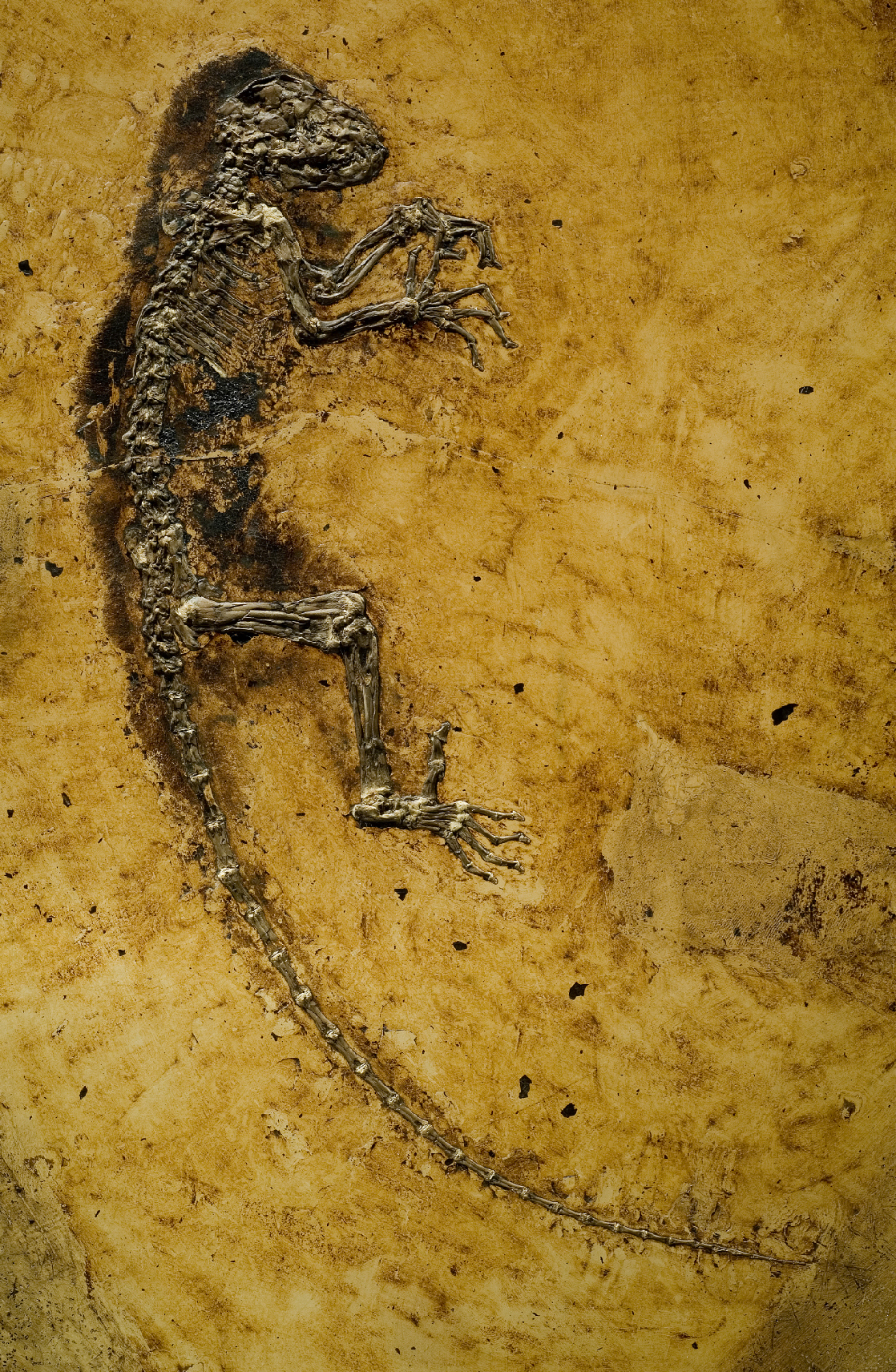
麥塞爾達爾文猴正模標本

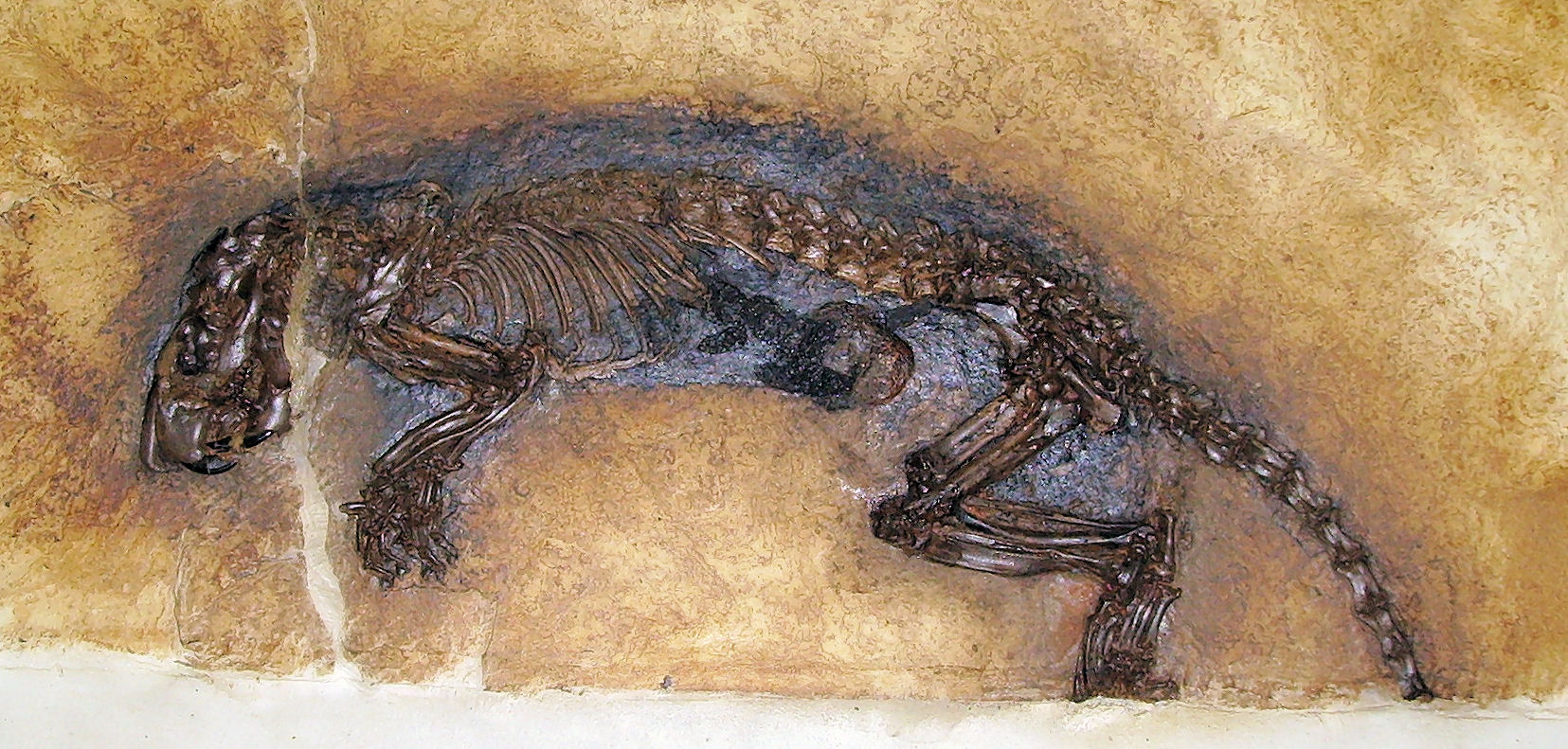
Masillamys，展於森根堡自然博物館

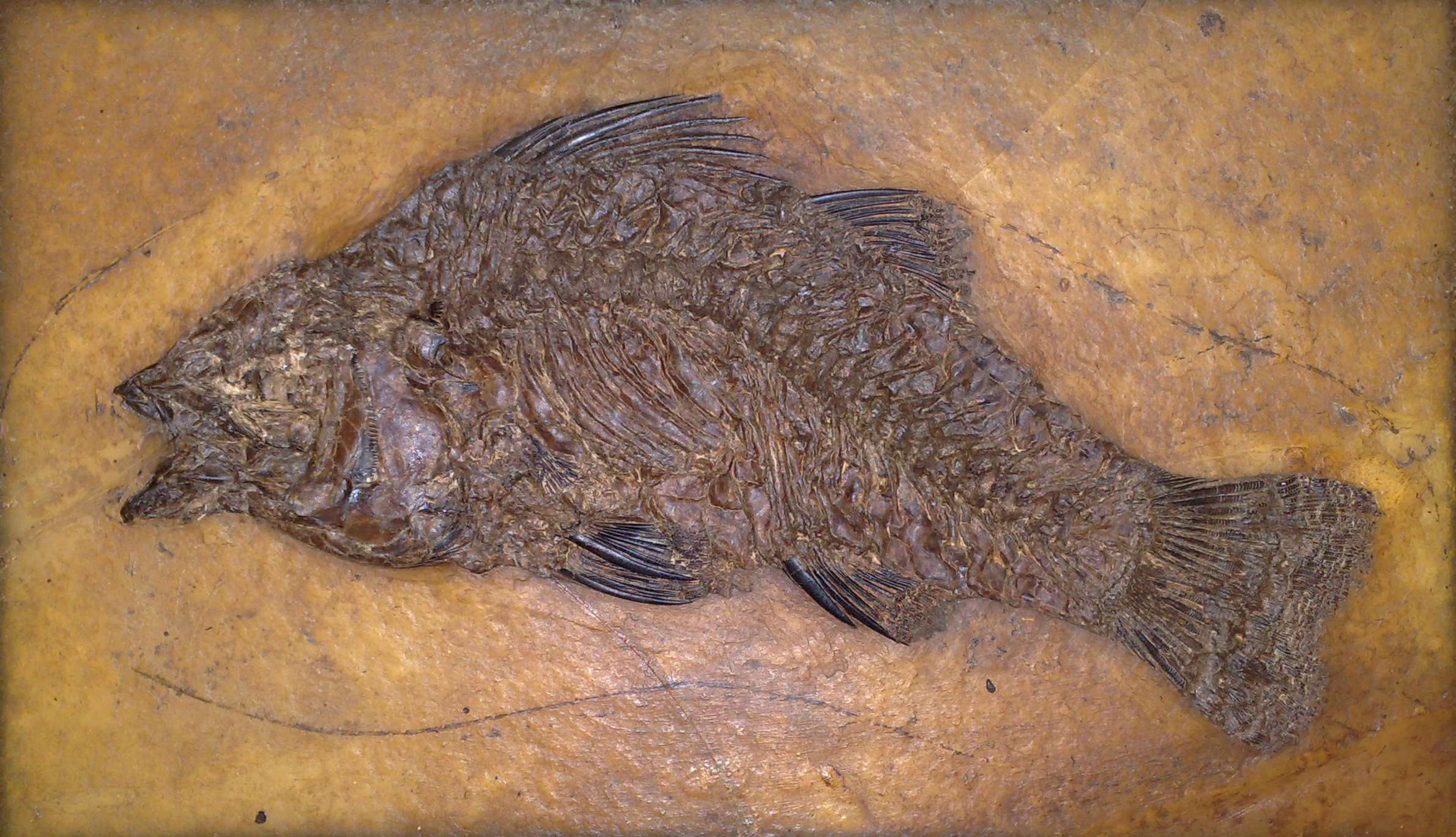
古鱸屬（P. proxima）

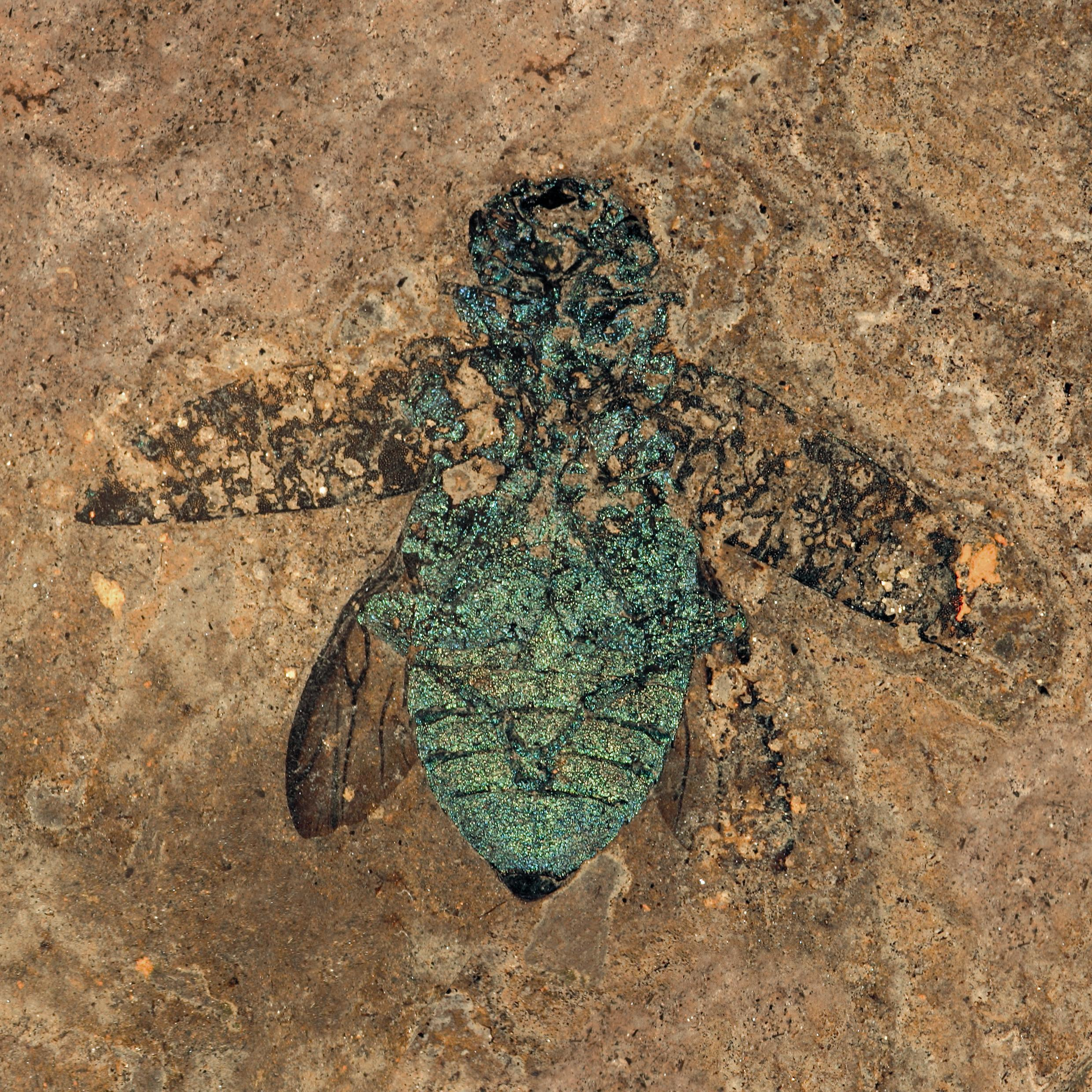
吉丁蟲化石，仍然保留了外骨骼上的結構色

### 哺乳類
麥塞爾達爾文猴 Darwinius masillae：2009年被確認屬於靈長目兔猴型下目
Kopidodon：已滅絕的樹棲白堊獸目物種
長鼻跳鼠 Leptictidium：已滅絕的雜食性哺乳動物
原古馬 Propalaeotherium：馬的早期近親
Ailuravus：外表形似松鼠的齧齒目物種
Peradectes：外表形似負鼠的後獸下綱物種
古翼手屬 Palaeochiropteryx：已滅絕的蝙蝠
小鬣獸屬 Lesmesodon：小型的鬣齒獸科物種
始穿山甲屬 Eomanis：早期的穿山甲物種
歐食蟻獸屬 Eurotamandua：不具有鱗片，外表形似食蟻獸的穿山甲
歐狐猴屬 Europolemur：已滅絕的靈長目物種
貘犀 Hyrachyus：犀牛的祖先
Paroodectes：早期的細齒獸類物種
肉腺蝟屬 Pholidocercus：早期的刺蝟物種
大猴蝟屬 Macrocranion：早期的刺蝟物種，具有長尾
Masillamys：早期的齧齒目物種
梅氏錐齒獸 Messelobunodon：早期的偶蹄目物種
高帝納猴 Godinotia：早期的靈長目物種
Buxolestes：半水生，形似水獺的白堊獸目物種

### 鳥類
古鸨属 Palaeotis：早期的鴕鳥目物種
鸮鹫属 Strigogyps：已滅絕的叫鶴目物種
萨米拉鸟属 Salmila：已滅絕的叫鶴目物種
Messelornis：已滅絕的鳥類物種，原先認為是日鳽目的一種，目前被視為早期的鶴形目
Masillastega：棲息於淡水的鰹鳥科物種
Lapillavis：可能為咬鵑科的近親
Cypseloramphus：雨燕目的基群物種
梅塞爾鶻科 Messelasturidae：鸚鵡的近親，為肉食性
Palaeoglaux：早期的鴞形目物種
Paraprefica：早期的夜鷹目物種
Paraortygoides：已滅絕的雞形目物種
梅塞尔隼属 Masillaraptor：早期的隼形目物種
Parargornis：早期的雨燕目物種
買撒里絲鳥屬 Messelirrisor：體型嬌小的犀鳥目物種，為戴勝與林戴勝的近親
Selmes：早期的鼠鳥科物種
加斯顿鸟属 Gastornis：大型無飛行能力的雁形目近亲
Hassiavis：夜鳥類物種
Quasisyndactylus：Alcediniformes物種
Vanolimicola：可能為鴴形目的物種
尚未命名的石板鳥科物種：外表形似鷸科的古顎類物種
梅塞爾咬鵑屬 Masillatrogon：早期的咬鵑科物種

### 爬蟲類
亞洲鱷屬 Asiatosuchus：大型的鱷魚
雙犬齒鱷屬 Diplocynodon：短吻鱷
Hassiacosuchus：食殼性的鱷魚
貝爾格鱷屬 Bergisuchus：西貝鱷支物種
古蟒屬 Palaeopython：蛇
Cryptolacerta：可能為蚓蜥的近親
蓋塞爾蜥屬：可能為冠蜥的近親
Allaeochelys crassesculpta：烏龜

### 魚類
可能為弓鰭魚屬或圓尾魚屬的弓鰭魚物種
Amphiperca：早期的鱸形目物種
古鱸屬 Palaeoperca：早期的鱸形目物種
大雀鱔屬 Atractosteus：雀鱔
鰻魚

### 昆蟲
半翅目 Hemiptera
- Wedelphus dichopteroides Szwedo & Wappler, 2006[8]

膜翅目 Hymenoptera
蟻科 Formicidae
- Casaleia
  - Casaleia eocenica Dlussky & Wedmann, 2012
- Cephalopone
  - Cephalopone grandis
  - Cephalopone potens
- Cyrtopone
  - Cyrtopone curiosa
  - Cyrtopone elongata
  - Cyrtopone microcephala
  - Cyrtopone striata
- 短角蟻屬 Gesomyrmex
  - Gesomyrmex pulcher Dlussky, Wappler, & Wedmann, 2009
- Messelepone
  - Messelepone leptogenoides Dlussky & Wedmann, 2012
- 粗針蟻屬（英语：Pachycondyla） Pachycondyla 
  - Pachycondyla eocenica Dlussky & Wedmann, 2012
  - Pachycondyla lutzi Dlussky & Wedmann, 2012
  - Pachycondyla? messeliana Dlussky & Wedmann, 2012
  - Pachycondyla parvula (Dlussky, Rasnitsyn, & Perfilieva, 2015)
  - Pachycondyla petiolosa Dlussky & Wedmann, 2012
  - Pachycondyla petrosa Dlussky & Wedmann, 2012
- 原針蟻屬（英语：Protopone） Protopone
  - Protopone? dubia
  - Protopone germanica
  - Protopone magna
  - Protopone oculata
  - Protopone sepulta
  - Protopone vetula
- Pseudectatomma
  - Pseudectatomma eocenica
  - Pseudectatomma striatula
- 泰坦蟻屬
  - 巨泰坦蟻 Titanomyrma gigantea
  - 類泰坦蟻 Titanomyrma simillima

蜜蜂科 Apidae
- Protobombus messelensis Engel & Wappler, 2003

切葉蜂科 Megachilidae
- Friccomelissa schopowi Wedmann, Wappler, & Engel, 2009

### 植物
臭椿屬 Ailanthus
腰果屬 Anacardium
Camelliacarpoidea
橄欖屬 Canarium
巴拿馬草屬 Cyclanthus
Myristicacarpum：肉豆蔻科物種
Darmstadtia：紫葳科物種
殼菜果屬 Mytilaria
猴歡喜屬 Sloanea